# Weingarten (Adelsgeschlecht)

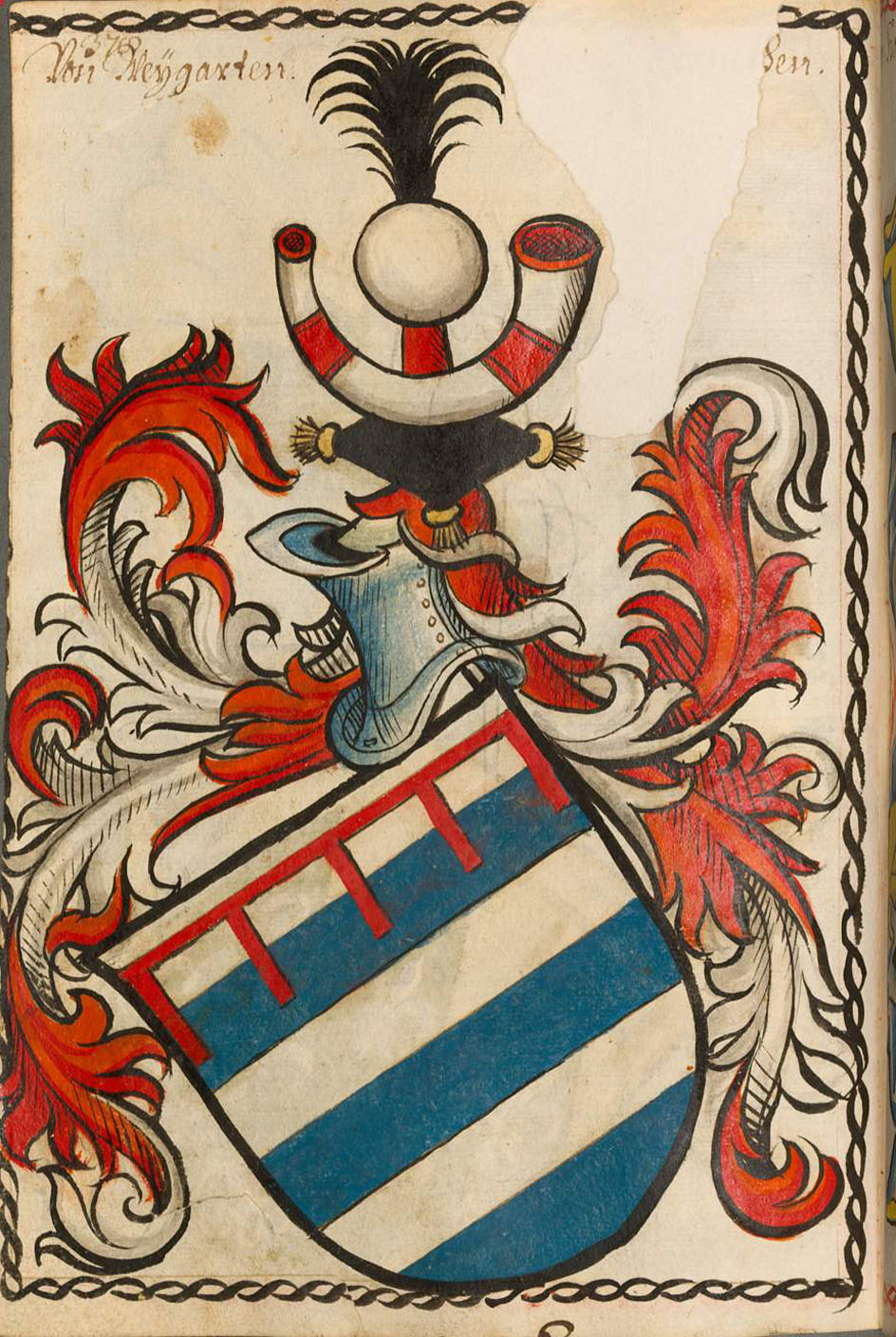
Wappen derer von Weingarten

Die Herren von Weingarten waren ein deutsches Adelsgeschlecht, das sich nach dem pfälzischen Dorf Weingarten benannte.

## Familiengeschichte
Die Familie wird ab 1226 urkundlich bezeugt, seit 1477 gehörte sie zu den Lehensmännern der Pfälzer Kurfürsten. Ihre Stammburg bei Weingarten wurde 1525 zerstört, die Reste im 18. Jahrhundert abgetragen. Es gibt dort die „Ritter-von-Weingarten-Straße“, ebenso eine „Ritter-von-Weingarten-Schule“.
1343 konnten sie die Burg Berwartstein erwerben, verkauften sie aber schon vier Jahre später, für 800 Pfund Heller, dem Kloster Weißenburg. Im 15. Jahrhundert erhielten sie über die Kurpfalz Burg Diemerstein.
Bereits 1423 übertrug man das reichseigene Dorf Freimersheim, bei Landau in der Pfalz, dem Junker Hans von Weingarten zu Lehen. Das Adelsgeschlecht erwarb dort zusätzlich auch Eigengüter und blieb hier bis zu seinem Erlöschen sesshaft. Das Dorf Kleinfischlingen gehörte bereits 1297 Erpho von Weingarten und befand sich ab 1477 als kurpfälzer Lehen im Besitz der Familie.
Guda von Weingarten war mit dem Ritter Adam von Bach verheiratet und brachte ihm als Heiratsgut Familienbesitz in Billigheim und Mühlhofen ein. 1420 erwarb der Gatte das vom Speyerer Bischof zu vergebende Burglehen Deidesheim. Adam von Bach starb 1452, das Deidesheimer Burglehen ging erst an die Ehefrau, von ihr 1461 an den Sohn Georg von Bach über, der 1497 verstarb. Dieser Georg von Bach ist von besonderer Bedeutung für Deidesheim, da er die dortige katholische Pfarrkirche St. Ulrich stiftete, welche zwischen 1462 und 1480 erbaut wurde. In einem Messverzeichnis aus dem 18. Jahrhundert wird er als Stifter des Gotteshauses bezeichnet. Entsprechend trägt der vorderste Gewölbeschlussstein des Langhauses das Familienwappen der Herren von Bach. Auch die Mutter Guda geb. von Weingarten scheint an der Stiftung beteiligt gewesen zu sein, denn der sich westlich anschließende Schlussstein zeigt das Familienwappen der Herren von Weingarten.
1536 führten die Adeligen in Weingarten das lutherische Bekenntnis ein. Der letzte männliche Familiensproß starb 1685 und wurde im Chor der Protestantischen Kirche Freimersheim beigesetzt. Sein Grabstein ist hier erhalten. Das Dorflehen fiel an die Kurpfalz, das Familiengut kauften die  Grafen von Bassenheim, 1724 das Domstift Speyer.

## Wappen

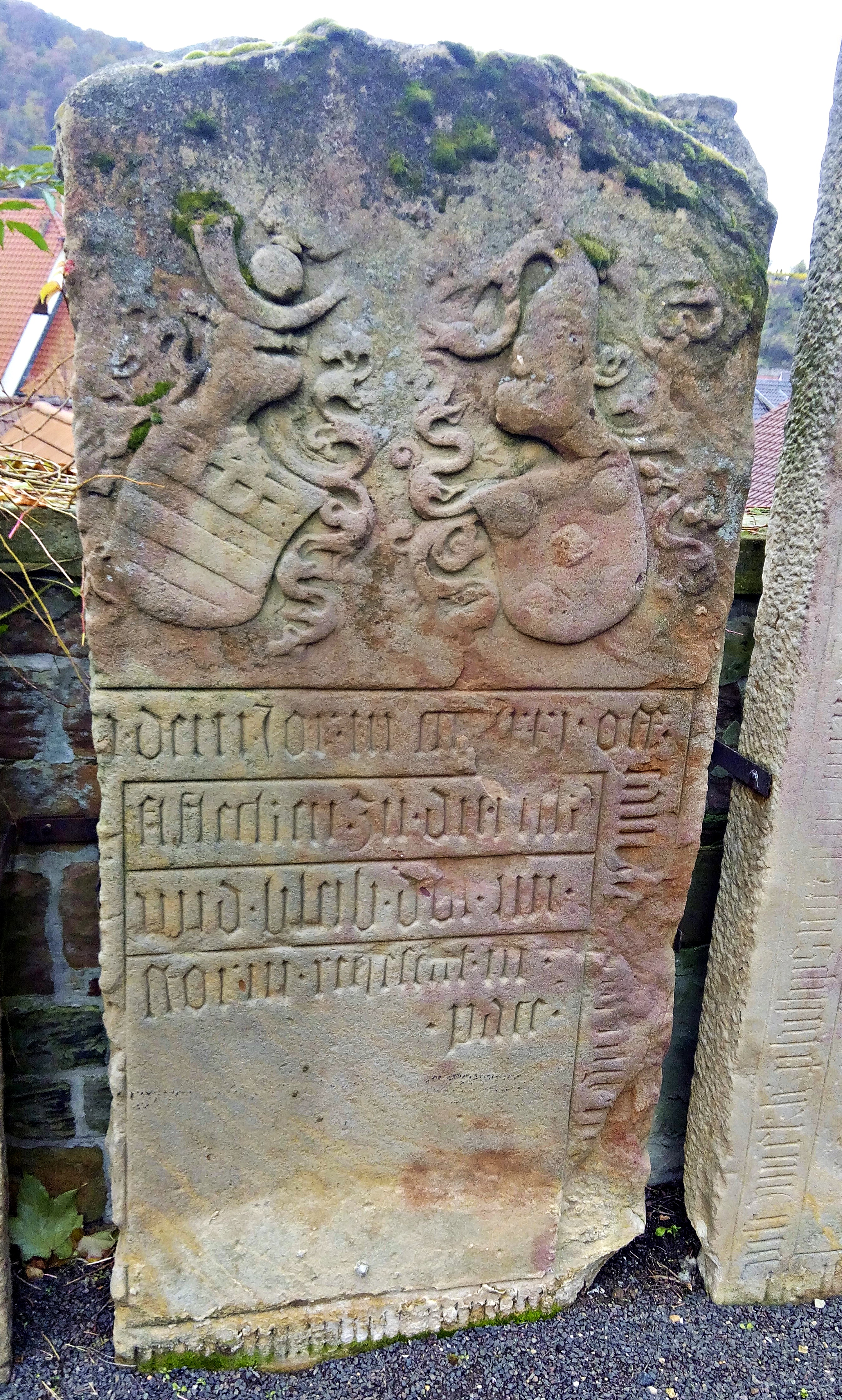
Schlosskirche Bad Dürkheim, Außenbereich, Grabplatte mit Allianzwappen der Herren von Weingarten und derer von Sickingen

In Silber drei blaue Balken, darüber ein fünflätziger roter Turnierkragen. Als Helmzier ein Kissen mit Troddeln, darauf ein Hifthorn; die Helmdecken sind rot-silbern.
Die Farbgebung Rot, Silber und Blau im Wappen der Verbandsgemeinde Edenkoben bezieht sich u. a. auf die Familie von Weingarten als ehemaligen Ortsherren von Freimersheim und Kleinfischlingen.

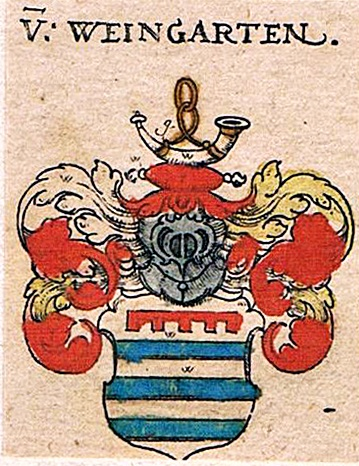
Wappen bei Siebmacher, 1605
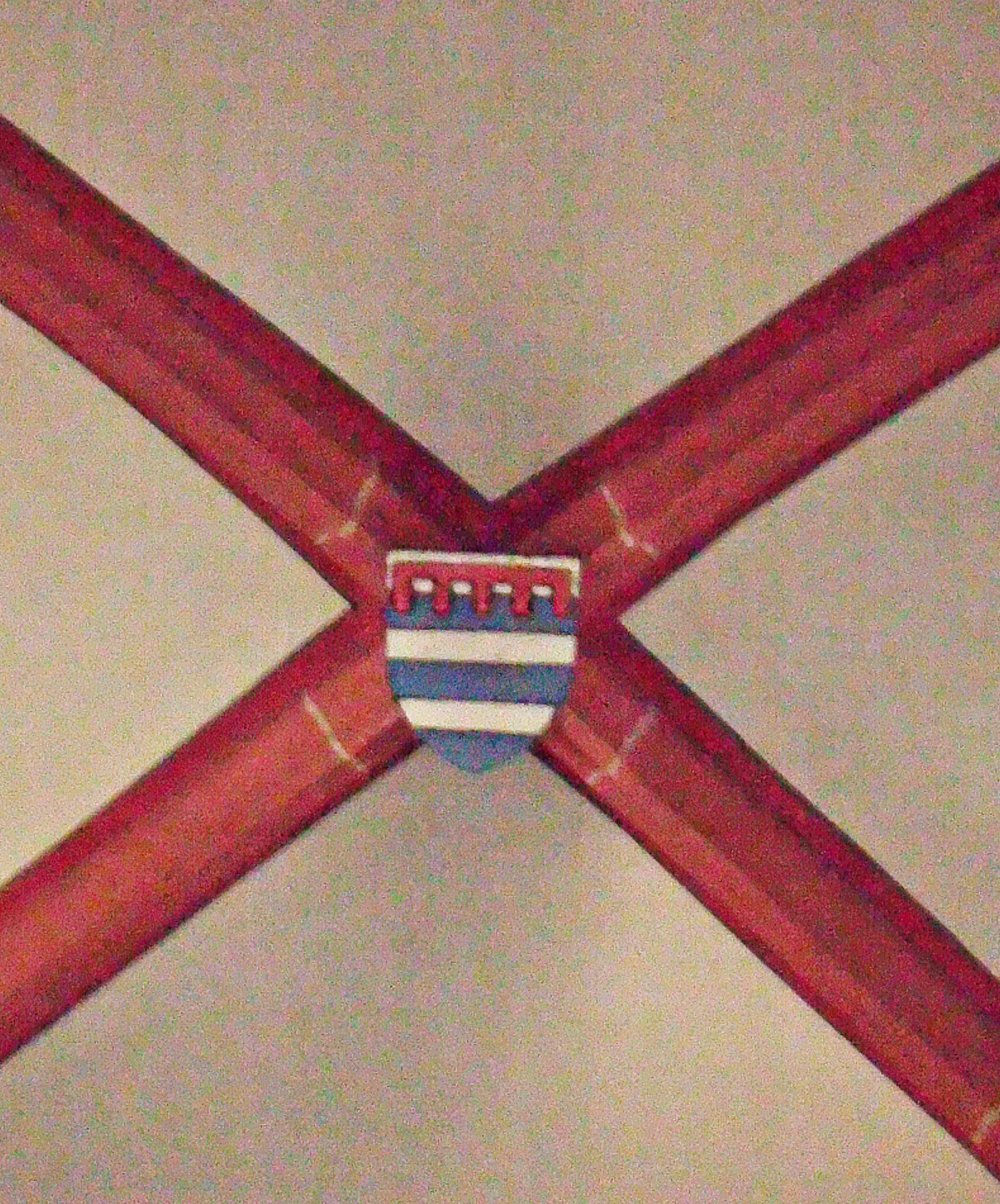
Gewölbeschlussstein mit Wappen in St. Ulrich, Deidesheim